# Ethel Barrymore
Ethel Barrymore, geboren als Ethel Mae Blythe (Philadelphia, 15 augustus 1879 - Beverly Hills, 18 juni 1959) was een Amerikaans oscarwinnende actrice.

## Carrière

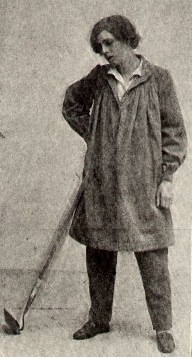
Barrymore in Carrots (1902)

Barrymore was een actrice in het theater in New York en was een grote ster op Broadway. Haar eerste verschijning op Broadway was in 1901, toen ze te zien was in Captain Jinks of the Horses Marines.
Vanaf 1914 was Barrymore ook in films te zien. Toch nam ze pas in de jaren 40 afscheid van haar carrière in het theater om in Hollywood in films te spelen. In 1944 won Barrymore een Academy Award voor Beste Vrouwelijke Bijrol voor haar rol in None But the Lonely Heart. Barrymore's laatste film werd in 1957 uitgebracht.

## Privéleven

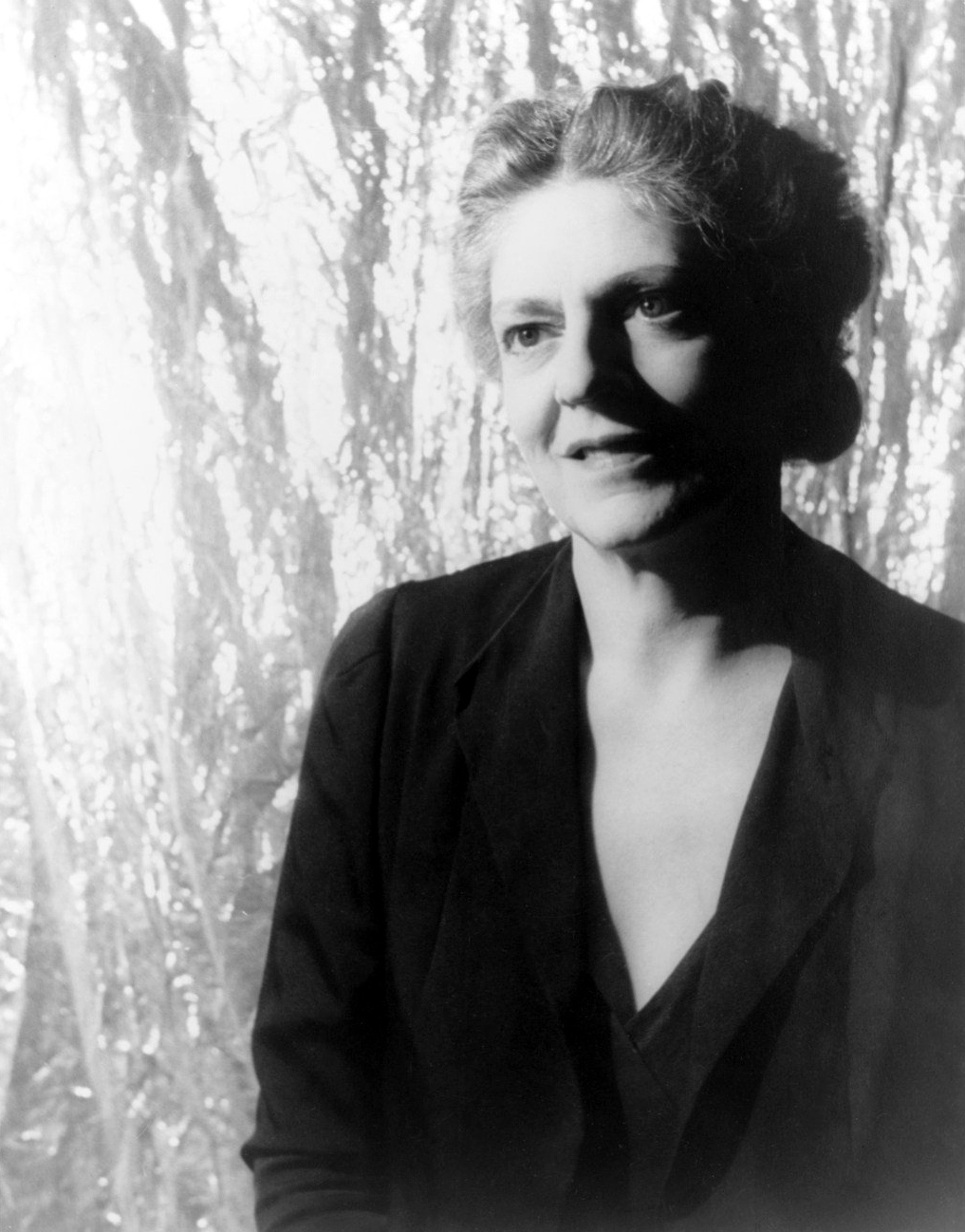
Barrymore in 1937

Barrymore werd in 1879 geboren als Ethel Mae Blythe in Philadelphia, als dochter van acteurs Maurice Barrymore en Georgiana Drew. Ze is de zus van John Barrymore en Lionel Barrymore, de tante van John Drew Barrymore en de oudtante van Drew Barrymore.
Winston Churchill deed een aanzoek, maar Barrymore sloeg dit af. Vervolgens was ze van 14 maart 1909 tot en met 1923 getrouwd met Russell Griswold Colt. Vanwege haar geloof (rooms-katholiek) zou ze niet zijn hertrouwd. Toch had ze nog vele liefdes.
Barrymore stierf in 1959 aan een hartziekte.

## Filmografie (selectie)
- 1932: Rasputin and the Empress
- 1944: None But the Lonely Heart
- 1946: The Spiral Staircase
- 1947: The Farmer's Daughter
- 1947: The Paradine Case
- 1948: Moonrise
- 1948: Portrait of Jennie
- 1949: The Great Sinner
- 1949: That Midnight Kiss
- 1949: Pinky
- 1951: Kind Lady
- 1951: It's a Big Country
- 1952: Deadline – U.S.A.
- 1952: Just for You
- 1953: The Story of Three Loves
- 1954: Young at Heart